# Ptačí centrum
Ptačí centrum v Brně je záchrannou stanicí pro hendikepované živočichy se zaměřením na ptáky a malé savce. Působí na území správních obvodů obcí s rozšířenou působností Brno a Šlapanice a je členem Národní sítě stanic pro handicapované živočichy.

## Historie
Ptačí centrum v roce 1999 založil a předsedá mu Zdeněk Machař, který se péči o zvířata věnuje již od roku 1991 a za toto období jeho stanice přijala více než 3000 postižených opeřenců.

## Činnost
Posláním Ptačího centra je aktivní ochrana vzácných ptáků ve všech vývojových stádiích, jejich výcviková kondiční rehabilitace, ochrana hnízd, odebírání ptáků z nezákonného držení a navracení dravců zpět do přírody. Vykonává také osvětovou činnost (výstavy dravců, ukázky z jejich výcviku, odborný výklad pro děti a dospělé) a umožňuje pozorování života jednotlivých druhů při výcviku – zvláště u vzácných sokolů, sov a krkavcovitých ptáků. Zvýšený důraz je kladen na ochranu u kriticky ohrožených druhů ptáků. Centrum nabízí také biologickou ochranu s využitím dravců a poskytuje podporu vážným uchazečům pro ochranu a navazování kontaktů s ohroženým ptactvem.

## Zajímavosti
- Veřejnost má možnost si adoptovat zvíře v záchranné stanici a tím přispět na jeho stravu.[6]
- Na webových stránkách Ptačího centra jsou nafoceni papoušci, kteří se ztratili.[7]